# Чигольский район
Чигольский район — административно-территориальная единица в составе Воронежской области РСФСР, существовавшая в 1935—1959 годах.
Административный центр — село Новая Чигла.
Район был образован 18 января 1935 года из сельсоветов Таловского района.
4 марта 1959 года Чигольский район был упразднён, его территория вошла в состав Таловского района.